# 鋼青色
鋼青色（英語：Steel blue）是藍色系的一種顏色，介乎青玉色與群青色之間，因色質像鋼而得名。
在西方建築學上，由工業大廈所改建的住宅公寓，其外牆的顏色通常都是鋼青色。在舞台燈光設計中，鋼青色是一種常用的搭配色彩。而在使用Windows 2000及Windows XP的電腦中，桌面的預設顏色是R58、G110、B165，跟鋼青色非常接近。